# Up in the Sky
"Up in the Sky" er en komposition af det britiske band Oasis, der indgår på albummet Definitely Maybe og er skrevet af guitaristen Noel Gallagher. Nummeret blev produceret af Noel Gallagher og Mark Coyle i 1993, hvorefter det blev udgivet på bandets debutalbum året efter.
Gallagher forklarer bl.a. på boxsettet Definitely Maybe, at teksten langer ud efter landets autoriteter i midten af 1990'erne, som ”didn't have clue about how people were living. England were a fucking toilette!”[kilde mangler]
Der findes en akustisk version af nummeret på "Live Forever"-singlen. 

## Andet
- Bandet spillede nummeret på King Tuts Wah Wah Hut, Glasgow, hvor de blev spottet af chefen for Creation Records, Alan McGee.
- Da bandet spillede Round Are Way i 1995 og 1996 tilføjede de under fremførelsen af nummeret også de to første vers af "Up in the Sky". Dette kan bl.a. høres på There And Then (VHS/dvd).